# Congrés de Chilpancingo
El Congrés de Chilpancingo (també conegut com a Congrés d'Anáhuac) va ser una reunió celebrada a Chilpancingo, el que és avui en dia l'Estat de Guerrero, de setembre a novembre del 1813. El resultat d'aquesta reunió va ser que Mèxic formalment es va declarar independent d'Espanya i el que després es convertiria en la primera Constitució Nacional en ser ratificada. José María Morelos, qui va assumir el comandament del moviment d'independència després de l'execució del seu fundador, Miguel Hidalgo, va convocar el Congrés Constituent Nacional de Chilpancingo. Estava compost per representants de les províncies sota el seu control i el seu càrrec estudiant un programa polític i social de la qual s'indicava en un document titulat Sentimientos de la Nación ("Sentiments de la Nació").
El 13 de setembre del 1813, el Congrés, amb la presència de Morelos, aprovava a Mèxic independitzar-se d'Espanya, va establir la religió catòlica i va redactar una Constitució, la creació dels poders legislatius, executius i judicials del govern. El Congrés va declarar respecte per la propietat confiscada, però els béns dels espanyols. Es va abolir l'esclavitud i totes les distincions de classe social i racial a favor del títol de "americà" per a tots els individus nascuts. La tortura, els monopolis i el sistema de tributs també van ser abolits. Morelos se li va oferir el títol de Generalíssim, amb l'estil de direcció de "Sa Altesa", però ell es va negar i va demanar a aquests que l'anomenessin Siervo de la Nación ("Servent de la Nació").
Després d'algunes derrotes militars, el Congrés es va reunir de nou a Apatzingán, i el 22 d'octubre va promulgar el Decret Constitucional per a la Llibertat de l'Amèrica Mexicana (Decret Constitucional per a la Llibertat de l'Amèrica Mexicana). Això va establir un executiu feble i un poder legislatiu fort, el contrari del que Morelos havia demanat. Tot i això va reconèixer que era el millor del que es podia esperar, donades les circumstàncies.
El 6 de novembre, els diputats al Congrés van signar el primer document legal on la separació de la Nova Espanya pel que fa a la dominació espanyola es proclamava. El nom d'aquest document és anomenat Acto Solemne de la Declaración de la Independéncia de la América Septentrional (llei solemne de la declaració d'independència d'Amèrica del Nord).

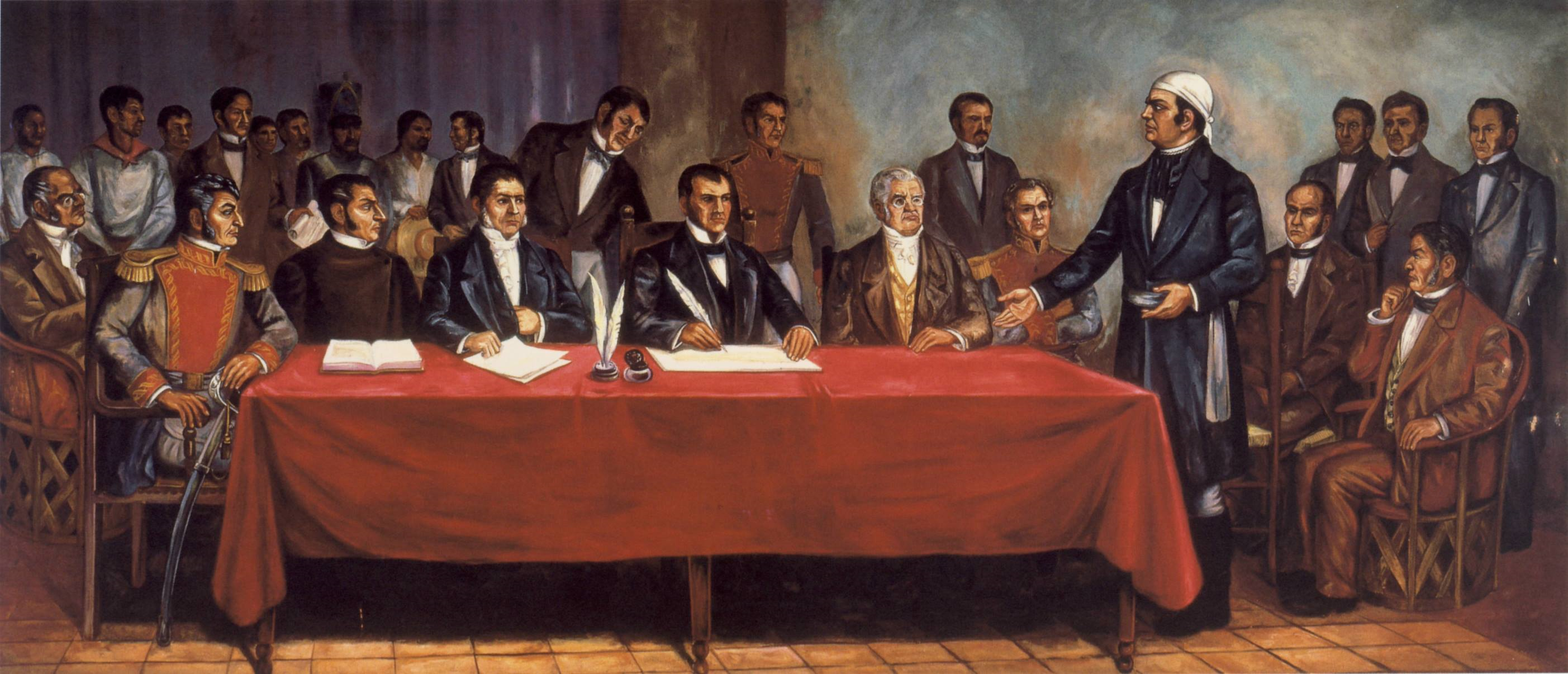
El Congrés de Chilpancingo el dia de la redacció de l'acte solemne de la Declaració d'Independència d'Amèrica del Nord

## Participants en el Congrés
- Ignacio López Rayón, diputat per la província de Nueva Galicia;
- José Sixto Verduzco, diputat per la província de Michoacán;
- José María Liceaga, diputat por la província de Guanajuato;
- Andrés Quintana Roo, diputat per la província de Puebla;
- Carlos María Bustamante, diputat per la província de Mèxic;
- José María de Cos, diputat per la província de Zacatecas;
- Cornelio Ortiz Zárate, diputat per la província de Tlaxcala;
- Carlos Enríquez del Castillo, secretari.
- José María Murguía, diputat per la província d'Oaxaca;
- José Manuel Herrera, diputat per la província de Técpan.